# Heteroxenia
Heteroxenia Koelliker, 1874 è un genere di ottocoralli della famiglia Xeniidae.

## Biologia
I polipi di alcune specie di questo genere esibiscono una attività pulsatoria dei loro tentacoli, comportamento non comune tra i coralli; si è visto che tale pulsazione rende più efficiente la fotosintesi da parte delle zooxantelle endosimbionti.

## Tassonomia
Comprende le seguenti specie:
- Heteroxenia bauiana May, 1900
- Heteroxenia elisabethae Kölliker, 1874
- Heteroxenia fuscescens (Ehrenberg, 1834)
- Heteroxenia ghardaqensis Gohar, 1940
- Heteroxenia lighti Roxas, 1933
- Heteroxenia medioensis Roxas, 1933
- Heteroxenia membranacea Schenk, 1896
- Heteroxenia mindorensis Roxas, 1933
- Heteroxenia minuta Roxas, 1933
- Heteroxenia palmae Roxas, 1933
- Heteroxenia philippinensis Roxas, 1933
- Heteroxenia pinnata Roxas, 1933
- Heteroxenia rigida (May, 1899)